# Zsizsikfaló fogasnyakú-lapbogár
A zsizsikfaló fogasnyakú-lapbogár (Oryzaephilus surinamensis) a rovarok (Insecta) osztályának bogarak (Coleoptera) rendjébe, ezen belül a mindenevő bogarak (Polyphaga) alrendjébe és a fogasnyakúlapbogár-félék (Silvanidae) családjába tartozó faj.

## Előfordulása
A zsizsikfaló fogasnyakú-lapbogár őshazája, Suriname, de Európába is behurcolták.

## Megjelenése
Ez a hosszúkás alakú, lapos bogár, 2-3 milliméter hosszú. Barna színű, és élénk hangyaszerű mozgású rovar.

## Életmódja
Sokféle anyagban, de elsősorban lisztben, búza- és kukoricadarában, valamint szárított zöldségben, gyümölcsben, dióban, mogyoróban, orvosi székfűben (Matricaria recutita) és csokoládéban is megtalálhatjuk. Lárvája és imágója a rágásával és ürülékével egyaránt nagy kárt okoz. Ha a lisztben nagyon elszaporodik, az fölmelegszik és bedohosodik. Az aszalt gyümölcsön és más, nem őrölt élelmiszereken apró lyukak és az abban lévő ürülék árulkodnak a zsizsikfaló fogasnyakú-lapbogár jelenlétéről. A lakásba fertőzött élelmiszerekkel kerül be.

## Szaporodása
A zsizsikfaló fogasnyakú-lapbogár nőstény a táplálékra rakja le a petéit. A 3-4 milliméter nagyságú, krémsárga színű, aránylag hosszú lábú lárva néha ragadozó is lehet; például, ott ahol más rovarok is elszaporodnak, ott babzsizsikekre (Acanthoscelides obtectus) és egyéb bogarakra vadászik. Az élelmiszerekben kis bölcsőben bábozódik be.

## Védekezés ellene
A fertőzést a táplálékául szolgáló élelmiszerek gondos átválogatásával és a bogár járta anyagok szemétbe dobásával vagy elégetésével szüntethetjük meg. Rovarirtó szert fölösleges használni.